# Jenny Wright
Jennifer G. Wright (23 de marzo de 1962) es una actriz estadounidense que hizo su debut en la película The World According to Garp en 1982. Ese mismo año apareció en la película Pink Floyd – The Wall, interpretando a una groupie. Estuvo casada con el productor y músico Jimmy Boyle.

## Carrera
Wright obtuvo papeles en las películas The Wild Life como Eileen y St. Elmo's Fire como Felicia. También protagonizó junto a Anthony Michael Hall la película Out of Bounds de 1986, con Adrian Pasdar Near Dark de 1987, y junto a Ilan Mitchell-Smith The Chocolate War de 1988. También apareció en las películas Young Guns II y The Lawnmower Man. Su última aparición en cine fue en la película Enchanted de 1998.

## Filmografía
| Año  | Película                    | Rol              | Notas                                                 |
| ---- | --------------------------- | ---------------- | ----------------------------------------------------- |
| 1982 | The World According to Garp | Cushie           |                                                       |
| 1982 | Love, Sidney                | Jan              | Episodios - "Jan: Part 1" y "Jan: Part 2"             |
| 1982 | The Executioner's Song      | April Baker      |                                                       |
| 1982 | Pink Floyd – The Wall       | Groupie          |                                                       |
| 1984 | The Wild Life               | Eileen           |                                                       |
| 1985 | St. Elmo's Fire             | Felicia          |                                                       |
| 1986 | Out of Bounds               | Dizz/Darlene     |                                                       |
| 1987 | Near Dark                   | Mae              |                                                       |
| 1987 | Crime Story                 | Pamela Palmer    | Episodio - "The Senator, the Movie Star, and the Mob" |
| 1988 | The Chocolate War           | Lisa             |                                                       |
| 1988 | Midnight Caller             | Angel            | Episodio - "Conversations with an Assassin"           |
| 1989 | I, Madman                   | Virginia         |                                                       |
| 1989 | Valentino Returns           | Sylvia Fuller    |                                                       |
| 1989 | Twister                     | Stephanie        |                                                       |
| 1989 | Gideon Oliver               | Coombs           | Episodio - "Sleep Well, Professor Oliver"             |
| 1990 | Young Guns II               | Jane Greathouse  |                                                       |
| 1990 | A Shock to the System       | Melanie O'Conner |                                                       |
| 1990 | Capital News                | Doreen Duncan    |                                                       |
| 1991 | Queens Logic                | Asha             |                                                       |
| 1991 | Matlock                     | Ginnie Morell    | Episodio - "The Marriage Counselor"                   |
| 1992 | The Lawnmower Man           | Marnie Burke     |                                                       |
| 1994 | Sirens                      | Reportera #2     | Episodio - "A Cop First"                              |
| 1997 | NYPD Blue                   | Trish Taylor     | Episodio - "Upstairs, Downstairs"                     |
| 1998 | Enchanted                   | Madre de Natalie |                                                       |